# Copa América Femenina de Futsal 2019
La Copa América Femenina de Futsal 2019 fue la VII edición de la Copa América de Futsal Femenina, este certamen continental desde que este se celebra bajo el reglamento FIFA. Se disputó en Paraguay.

## Equipos participantes
Las 10 selecciones de futsal miembros de la CONMEBOL participaron en este torneo.
| Equipos participantes | Equipos participantes | Equipos participantes | Equipos participantes | Equipos participantes |
| --------------------- | --------------------- | --------------------- | --------------------- | --------------------- |
| Argentina             | Brasil                | Colombia              | Paraguay              | Uruguay               |
| Bolivia               | Chile                 | Ecuador               | Perú                  | Venezuela             |

## Primera fase

### Grupo A
| Equipo    | Pts | PJ | PG | PE | PP | GF | GC | Dif |
| --------- | --- | -- | -- | -- | -- | -- | -- | --- |
| Paraguay  | 10  | 4  | 3  | 1  | 0  | 14 | 5  | +9  |
| Colombia  | 10  | 4  | 3  | 1  | 0  | 10 | 4  | +6  |
| Bolivia   | 6   | 4  | 2  | 0  | 2  | 8  | 10 | -2  |
| Perú      | 3   | 4  | 1  | 0  | 3  | 7  | 15 | -8  |
| Venezuela | 0   | 4  | 0  | 0  | 4  | 4  | 9  | -5  |

| 13 de diciembre de 2019 | Bolivia                                       | 4:2 (2:2) | Perú                             | Polideportivo del COP, Luque                |                                             |
| 18:00                   | propia puerta · Janeth Morón · Coquito Galvez | Reporte   | Stephannie Vásquez · Aranxa Vega | Árbitro(s): Aline Santos Gema Villavicencio | Árbitro(s): Aline Santos Gema Villavicencio |

| 13 de diciembre de 2019 | Paraguay        | 2:1 (1:1) | Venezuela                | Polideportivo del COP, Luque           |                                        |
| 20:00                   | Bárbara Sánchez | Reporte   | Pao Britez · Diana Gómez | Árbitro(s): Valeria Palma Liz Arellano | Árbitro(s): Valeria Palma Liz Arellano |

- Equipo libre:  Colombia

| 14 de diciembre de 2019 | Venezuela             | 2:3 (2:2) | Perú                                                | Polideportivo del COP, Luque |  |
| 18:00                   | Yilvi Conce · Revilla | Reporte   | Aranxa Vega · Xioczana Canales · Stephannie Vásquez |                              |  |

| 14 de diciembre de 2019 | Paraguay      | 1:1 (0:0) | Colombia      | Polideportivo del COP, Luque               |                                            |
| 20:00                   | Joana Galeano |           | Lorena Bedoya | Árbitro(s): Estefanía Pinto Lorena Sánchez | Árbitro(s): Estefanía Pinto Lorena Sánchez |

- Equipo libre:  Bolivia

| 15 de diciembre de 2019 | Bolivia        | 1:0 (0:0) | Venezuela | Polideportivo del COP, Luque |  |
| 18:00                   | Coquito Galvez |           |           |                              |  |

| 15 de diciembre de 2019 | Perú | 0:2 (0:0) | Colombia       | Polideportivo del COP, Luque               |                                            |
| 20:00                   |      |           | Angie Valbuena | Árbitro(s): Bettina Cingari Anelize Schulz | Árbitro(s): Bettina Cingari Anelize Schulz |

- Equipo libre:  Paraguay

| 16 de diciembre de 2019 | Bolivia                   | 2:4 (1:2) | Colombia                                     | Polideportivo del COP, Luque             |                                          |
| 18:00                   | Karla Ticona · Ana Huanca | Reporte   | Delly Robayo · Lorena Bedoya · Naila Imbachi | Árbitro(s): Aline Santos Bettina Cingari | Árbitro(s): Aline Santos Bettina Cingari |

| 16 de diciembre de 2019 | Paraguay                                                                                 | 7:2 (3:1) | Perú                      | Polideportivo del COP, Luque                  |                                               |
| 20:00                   | Pao Britez · Damia Cortaza · Griselda Garay · Mara Rolón · Marta Agüero · Claudia Romero | Reporte   | Erika Pérez · Rosa Castro | Árbitro(s): Valeria Palma Katherine Rodríguez | Árbitro(s): Valeria Palma Katherine Rodríguez |

- Equipo libre:  Venezuela

| 17 de diciembre de 2019 | Colombia                                      | 3:1 (1:1) | Venezuela       | Polideportivo del COP, Luque                        |                                                     |
| 18:00                   | Laura Aguirre · Naila Imbachi · Lorena Bedoya | Reporte   | Bárbara Sánchez | Árbitro(s): Katiucia Meneguzzi Alexandra Chicharrón | Árbitro(s): Katiucia Meneguzzi Alexandra Chicharrón |

| 17 de diciembre de 2019, 20:00 | Paraguay                                    | 4:1 (2:0) | Bolivia        | Polideportivo del COP, Luque             |                                          |
|                                | Pao Britez · Claudia Romero · Vanessa Veiga | Reporte   | Coquito Galvez | Árbitro(s): Anelize Schulz Rosa Carvalho | Árbitro(s): Anelize Schulz Rosa Carvalho |

- Equipo libre:  Perú

### Grupo B
| Equipo    | Pts | PJ | PG | PE | PP | GF | GC | Dif |
| --------- | --- | -- | -- | -- | -- | -- | -- | --- |
| Brasil    | 12  | 4  | 4  | 0  | 0  | 37 | 2  | +35 |
| Argentina | 9   | 4  | 3  | 0  | 1  | 17 | 6  | +11 |
| Uruguay   | 4   | 4  | 1  | 1  | 2  | 4  | 12 | -8  |
| Ecuador   | 4   | 4  | 1  | 1  | 2  | 6  | 26 | -20 |
| Chile     | 0   | 4  | 0  | 0  | 4  | 4  | 22 | -18 |

| 13 de diciembre de 2019 | Ecuador | 0:9 (0:6) | Argentina | Polideportivo del COP, Luque |  |
| 14:00                   |         | Reporte   | Alejandra Giménez · Cecilia López · Argento · Becha · Silvina Nava · Vélez · Delfina Fernández · Sofía Florentín |                              |  |

| 13 de diciembre de 2019 | Brasil                                                                                   | 11:0 (6:0) | Chile | Polideportivo del COP, Luque             |                                          |
| 16:00                   | Luciléila · Amandinha · Simone · Luisa Mayara · Gabi Machado · Ana Luiza · Cilene · Nega | Reporte    |       | Árbitro(s): Analía da Rosa Nohely Méndez | Árbitro(s): Analía da Rosa Nohely Méndez |

- Equipo libre:  Uruguay

| 14 de diciembre de 2019 | Chile | 0:4 (0:3) | Argentina                                               | Polideportivo del COP, Luque |  |
| 14:00                   |       | Reporte   | Alejandra Giménez · Cecilia López · Julia Dupuy · Vélez |                              |  |

| 14 de diciembre de 2019 | Brasil                                                   | 8:0 (3:0) | Uruguay | Polideportivo del COP, Luque                    |                                                 |
| 16:00                   | Ana Luiza · Luciléila · Tampa · Nega · Amandinha · Diana | Reporte   |         | Árbitro(s): Katherine Rodríguez Valeria Pereira | Árbitro(s): Katherine Rodríguez Valeria Pereira |

- Equipo libre:  Ecuador

| 15 de diciembre de 2024 | Ecuador                                      | 5:3 (3:1) | Chile                     | Polideportivo del COP, Luque |  |
| 14:00                   | propia puerta · Iris Reyes · Ochoa · Pachito | Reporte   | Olivares · Nicol Sanhueza |                              |  |

| 15 de diciembre de | Uruguay        | 1:2 (0:0) | Argentina     | Polideportivo del COP, Luque                |                                             |
| 16:00              | Naiara Ferrari | Reporte   | Vélez · Becha | Árbitro(s): Rosa Carvalho Katucia Meneguzzi | Árbitro(s): Rosa Carvalho Katucia Meneguzzi |

- Equipo libre:  Brasil

| 16 de diciembre de | Ecuador | 1:1 (1:1) | Uruguay | Polideportivo del COP, Luque |  |
| 14:00              | Pachito | Reporte   | Crócano |                              |  |

| 16 de diciembre de 2019 | Brasil                     | 5:2 (5:1) | Argentina           | Polideportivo del COP, Luque |  |
| 16:00                   | Cilene · Amandinha · Tampa | Reporte   | Becha · Julia Dupuy |                              |  |

- Equipo libre:  Chile

| 17 de diciembre de 2019 | Uruguay                   | 2:1 (1:1) | Chile          | Polideportivo del COP, Luque |  |
| 14:00                   | Sindy Ramírez · Soravilla | Reporte   | Nicol Sanhueza |                              |  |

| 17 de diciembre de 2019 | Brasil                                                                                 | 13:0 (6:0) | Ecuador | Polideportivo del COP, Luque                   |                                                |
| 16:00                   | Ana Luiza · Tampa · Amandinha · Gabi Machado · Diana Santos · Luciléila · Simone Costa | Reporte    |         | Árbitro(s): Katherine Rodríguez Lorena Sánchez | Árbitro(s): Katherine Rodríguez Lorena Sánchez |

- Equipo libre:  Argentina

## Segunda fase

### Fase de eliminatorias
|  | Semifinales     | Semifinales |                       |   | Final | Final |
|  |                 |             |                       |   |       |       |
|  | 19 de noviembre |             |                       |   |       |       |
|  |                 |             |                       |   |       |       |
|  | Brasil          | 6           |                       |   |       |       |
|  | Brasil          | 6           | 20 de noviembre       |   |       |       |
|  | Colombia        | 1           |                       |   |       |       |
|  | Colombia        | 1           | Brasil                | 4 |       |       |
|  | 19 de noviembre |             | Brasil                | 4 |       |       |
|  |                 | Argentina   | 1                     |   |       |       |
|  | Paraguay        | Argentina   | 1                     | 2 |       |       |
|  | Paraguay        |             |                       | 2 |       |       |
|  | Argentina       | 4           |                       |   |       |       |
|  | Argentina       | 4           | Tercer Lugar play-off |   |       |       |
|  |                 |             |                       |   |       |       |
|  | 20 de noviembre |             |                       |   |       |       |
|  |                 |             |                       |   |       |       |
|  | Colombia        | 2           |                       |   |       |       |
|  | Colombia        | 2           |                       |   |       |       |
|  | Paraguay        | 1           |                       |   |       |       |

|  | Quinto puesto play-off |   |
|  |                        |   |
|  | 19 de diciembre        |   |
|  |                        |   |
|  | Bolivia                | 1 |
|  | Bolivia                | 1 |
|  | Uruguay                | 4 |
|  | Uruguay                | 4 |

|  | Séptimo puesto play-off |   |
|  |                         |   |
|  | 19 de diciembre         |   |
|  |                         |   |
|  | Perú                    | 2 |
|  | Perú                    | 2 |
|  | Ecuador                 | 5 |
|  | Ecuador                 | 5 |

|  | Noveno puesto play-off |   |
|  |                        |   |
|  | 19 de diciembre        |   |
|  |                        |   |
|  | Venezuela              | 2 |
|  | Venezuela              | 2 |
|  | Chile                  | 1 |
|  | Chile                  | 1 |

### Noveno puesto
| 19 de diciembre de 2019 | Venezuela       | 2:1 (1:0) | Chile   | Polideportivo del COP, Luque             |                                          |
| 16:00                   | Bárbara Sánchez | Reporte   | Canguan | Árbitro(s): Aline Santos Estefania Pinto | Árbitro(s): Aline Santos Estefania Pinto |

### Séptimo puesto
| 20 de diciembre de 2019 | Perú                      | 2:5 (1:2) | Ecuador                                            | Polideportivo del COP, Luque              |                                           |
| 14:00                   | Aranxa Vega · Rosa Castro | Reporte   | Joselyn Espinales · Sara Ferrín · Ingrid Rodríguez | Árbitro(s): Anelize Schulz Lorena Sánchez | Árbitro(s): Anelize Schulz Lorena Sánchez |

### Quinto puesto
| 20 de diciembre de 2019 | Bolivia      | 1:4 (0:3) | Uruguay                         | Polideportivo del COP, Luque              |                                           |
| 16:00                   | Karla Ticona | Reporte   | Carina Felipe · Mariana Crócano | Árbitro(s): Estefania Pinto Tayana Moreno | Árbitro(s): Estefania Pinto Tayana Moreno |

### Semifinales
| 19 de diciembre de 2019 | Brasil                                                        | 6:1 (2:1) | Colombia         | Polideportivo del COP, Luque            |                                         |
| 18:00                   | Ana Luiza · Luana Moura · Diana Santos · Tampa · Gabi Machado | Reporte   | Marcela Restrepo | Árbitro(s): Rosa Carvalho Nohely Méndez | Árbitro(s): Rosa Carvalho Nohely Méndez |

| 19 de diciembre de 2019 | Paraguay                | 2:4 (2:2) | Argentina                 | Polideportivo del COP, Luque             |                                          |
| 20:00                   | Pao Britez · Mara Rolón | Reporte   | Becha · Alejandra Giménez | Árbitro(s): Analía da Rosa Tayana Moreno | Árbitro(s): Analía da Rosa Tayana Moreno |

### Tercer puesto
| 20 de diciembre de 2019 | Colombia         | 2:1 (1:0) | Paraguay                         | Polideportivo del COP, Luque                   |                                                |
|                         | Angélica Vázquez | Reporte   | Marcela Restrepo · Naila Imbachi | Árbitro(s): Bettina Cingari Katiucia Meneguzzi | Árbitro(s): Bettina Cingari Katiucia Meneguzzi |

### Final
| 20 de diciembre de 2019 | Brasil                                      | 4:1 (2:0) | Argentina       | Polideportivo del COP, Luque |  |
|                         | Diana Santos · Tampa · Cilene · Luana Moura | Reporte   | Sofía Florentín |                              |  |

| Bandera de Brasil           |
| Campeón Brasil Sexto título |

## Estadísticas

### Tabla general
| Pos. | Equipo    | Pts | J | G | E | P | GF | GC | Dif. | Rend. |
| ---- | --------- | --- | - | - | - | - | -- | -- | ---- | ----- |
| 1    | Brasil    | 18  | 6 | 6 | 0 | 0 | 47 | 4  | +43  | 100%  |
| 2    | Argentina | 12  | 6 | 4 | 0 | 2 | 22 | 12 | +10  | 66,6% |
| 3    | Colombia  | 13  | 6 | 4 | 1 | 1 | 13 | 11 | +2   | 72,2% |
| 4    | Paraguay  | 10  | 6 | 3 | 1 | 2 | 17 | 11 | +6   | 55,5% |
| 5    | Uruguay   | 7   | 5 | 2 | 1 | 2 | 8  | 13 | -5   | 46,6% |
| 6    | Bolivia   | 6   | 5 | 2 | 0 | 3 | 9  | 14 | -5   | 40%   |
| 7    | Ecuador   | 7   | 5 | 2 | 1 | 2 | 11 | 28 | -17  | 46,6% |
| 8    | Perú      | 3   | 5 | 1 | 0 | 4 | 9  | 20 | -11  | 20%   |
| 9    | Venezuela | 3   | 5 | 1 | 0 | 4 | 6  | 10 | -4   | 20%   |
| 10   | Chile     | 0   | 5 | 0 | 0 | 5 | 5  | 24 | -19  | 0%    |

### Tabla de goleadoras
| 1                                                                   | Tampa           | 8 |
| 2                                                                   | Amandinha       | 7 |
| 3                                                                   | Pao Britez      | 6 |
| 3                                                                   | Becha           |   |
| 5                                                                   | Luciléila       | 5 |
| 5                                                                   | Ana Luiza       |   |
| 5                                                                   | Cilene          |   |
| 5                                                                   | Diana Santos    |   |
| 9                                                                   | Lorena Bedoya   | 4 |
| 9                                                                   | Bárbara Sánchez |   |
| Última actualización: 20 de diciembre de 2024. Fuente: Conmebol.com |                 |   |